# MoMo
MoMo, afkorting van Modernisering Monumentenzorg, is sinds 2009 een veelgebruikte beleidsterm in de Nederlandse ruimtelijke ordening en de monumentenzorg, met name op het gemeentelijk niveau waar het geformuleerde beleid de meeste implicaties kreeg. De term werd voor het eerst gebruikt in een beleidsbrief van de Minister van Onderwijs, Cultuur en Wetenschap, waar de Tweede Kamer in het najaar van 2009 mee instemde.
Door middel van de MoMo had de minister tot doel een aantal veranderingen door te voeren in de monumentenzorg, namelijk het stimuleren en ondersteunen van gebiedsgericht werken, het belang van cultuurhistorie laten meewegen in de ruimtelijke ordening, het formuleren van een visie op erfgoed en het verminderen van de administratieve lastendruk.
Bij de uitwerking van de MoMo heeft de minister zich op drie pijlers gericht:
1. Pijler 1: het meewegen van cultuurhistorische belangen in de ruimtelijke ordening. De nadruk ligt hierbij niet langer op het object-, maar vooral het gebiedsniveau;
2. Pijler 2: het vereenvoudigen en krachtiger maken van regelgeving;
3. Pijler 3: zorgen dat herbestemmingen eenvoudiger kunnen plaatsvinden.

Als gevolg van de MoMo zijn het Besluit ruimtelijke ordening en de Monumentenwet op 1 januari 2012 aangepast. Belangrijkste gevolgen zijn de plicht voor gemeenten om bij het opstellen van bestemmingsplannen rekeningen te houden met de aanwezige cultuurhistorische waarden en het vergroten van vrijstellingen van de vergunningplicht voor eigenaren van monumentale gebouwen. Als gevolg hiervan laten veel gemeenten een cultuurhistorische waardenkaart vervaardigen en vindt de integratie van monumentencommissies en welstandscommissies tot één commissie Ruimtelijke Kwaliteit plaats.